# موسی ناری
موسی ناری (انگلیسی: Moussa Narry؛ زادهٔ ۱۹ آوریل ۱۹۸۶) بازیکن فوتبال متولد نیجر اهل غنا است.
از باشگاه‌هایی که در آن بازی کرده است می‌توان به باشگاه فوتبال لو مان، باشگاه فوتبال ستاره ساحلی، باشگاه فوتبال اوسر، باشگاه فوتبال الشارجه، و باشگاه فوتبال العروبه عربستان سعودی اشاره کرد.
وی همچنین در تیم ملی فوتبال غنا بازی کرده است.